# Odin Langen
Odin Elsford Stanley Langen, né le 5 janvier 1913 à Minneapolis (Minnesota) et mort le 6 juillet 1976 à Kennedy (Minnesota) est un homme politique américain.